# Sonnisaari (ö i Norra Österbotten, Koillismaa, lat 66,00, long 29,64)
Sonnisaari är en ö i Finland. Den ligger i sjön Kiitämä och i kommunen Kuusamo i den ekonomiska regionen  Koillismaa ekonomiska region  och landskapet Norra Österbotten, i den nordöstra delen av landet, 700 km norr om huvudstaden Helsingfors. Öns area är 34,1 hektar och dess största längd är 1,6 kilometer i öst-västlig riktning.